# Harpactea strandi
Harpactea strandi este o specie de păianjeni din genul Harpactea, familia Dysderidae. A fost descrisă pentru prima dată de Caporiacco, 1939.
Este endemică în Italia. Conform Catalogue of Life specia Harpactea strandi nu are subspecii cunoscute.